# Semiramisia pulcherrima
Semiramisia pulcherrima är en ljungväxtart som beskrevs av A. C. Smith. Semiramisia pulcherrima ingår i släktet Semiramisia och familjen ljungväxter. Inga underarter finns listade i Catalogue of Life.